# Сусляк, Василий Михайлович
Василий Михайлович Сусляк — советский хозяйственный, государственный и политический деятель.

## Биография
Родился в 1921 году в селе Калюс. Член КПСС с 1945 года.
С 1942 года — на хозяйственной, общественной и политической работе. В 1942—1982 гг. — бригадир, мастер, начальник цеха на Тульском машиностроительном заводе МПС, секретарь партийной организации Тульского машиностроительного завода, второй, первый секретарь Привокзального райкома КПСС города Тулы, слушатель Высшей партийной школы при ЦК КПСС, второй секретарь Тульского горкома КПСС, заведующий отделами Тульского обкома КПСС, второй секретарь Тульского промышленного обкома партии, секретарь Тульского обкома КПСС, второй секретарь Тульского обкома КПСС.
Избирался депутатом Верховного Совета РСФСР 7-10-го созывов.
Делегат XXIV, XXV и XXVI съездов КПСС.
Умер после 1983 года.